# Zilchogyra paulistana
Zilchogyra paulistana é uma espécie de gastrópode  da família Helicodiscidae.
É endémica do Brasil.